# Sirnagalih (Cipeundeuy)
Sirnagalih is een bestuurslaag in het regentschap Bandung Barat van de provincie West-Java, Indonesië. Sirnagalih telt 5670 inwoners (volkstelling 2010).